# Filito

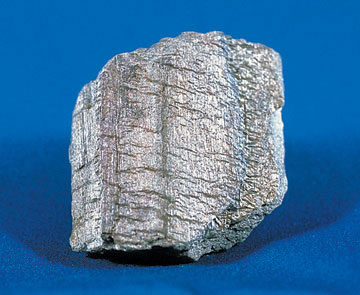
Filito

Filito ou filádio ou xisto luzente é uma rocha metassedimentar muito fina, constituída basicamente de sericita, caulinita e quartzo. Devido à sua natureza química e minerológica, pode compor até 50% de massas cerâmicas.
Rocha metamórfica de granulação fina, baixa entre as rochas ardósia e micaxisto. Origina-se em geral de material argiloso, por dinamometamorfismo e recristalização. Tem in natura diversas colorações dentre elas citamos: branco, creme, rosado, roxo, cinza e preto, e teve sua formação geológica na era proterozoica.
O filito é utilizado na indústria de cerâmica como fundente na fusão da massa da cerâmica, aumentando a resistência mecânica dos revestimentos cerâmicos e também em alguns casos, é responsável pela cor de queima.